# Larroque (Altos Pirineos)
 Larroque  es una comuna y población de Francia, en la región de Mediodía-Pirineos, departamento de Altos Pirineos, en el distrito de Tarbes y cantón de Castelnau-Magnoac.
Su población en el censo de 1999 era de 102 habitantes.
No está integrada en ninguna Communauté de communes.

## Demografía
| 127 | 128 | 120 | 111 | 99 | 102 |
| Para los censos de 1962 a 1999 la población legal corresponde a la población sin duplicidades (Fuente: INSEE [Consultar]) |     |     |     |    |     |